# 苏玲
苏玲（1953年—），汉族，籍贯山西省交城县，中华人民共和国政治人物、第十一届全国政协委员。中华人民共和国领导人华国锋之女。

## 生平
曾在长沙工学院电子工程系读大学，担任民航总局空中交通管理局党委常委、工会主席。2008年，当选第十一届全国政协委员，代表中华全国总工会，分入第十七组。